# ヤング・キャプテン
『ヤング・キャプテン』は、かつて徳間書店が刊行していた隔月刊青年漫画雑誌。

## 概要
『月刊少年キャプテン』の増刊誌として1988年4月30日に創刊。『ヤングキャプテン』と表記されることが多いが、正式名称は『ヤング・キャプテン』である。
活躍した漫画家は、島本和彦、星里もちる、岡崎つぐお、あろひろしなど、『月刊少年キャプテン』と同じような顔ぶれとなっていた。1988年8月30日の3号で廃刊。表紙イラストは、刊行された3号とも島本和彦の「仮面ボクサー」だった。

## 掲載作品

### 連載
- 仮面ボクサー（島本和彦）1988年4月号 - 1988年8月号
- 若奥様のア・ブ・ナ・イ趣味（あろひろし）1988年4月号 - 1988年8月号
- melo（石井隆）1988年4月号 - 1988年8月号
- いきばた主夫ランブル（星里もちる）1988年4月号 - 1988年8月号
- 熱血快男児 きよし（岡崎つぐお）1988年4月号 - 1988年8月号
- ハンター鷹（ホーク）（宮原ナオ）1988年4月号 - 1988年8月号
- 悩殺!スキャンティーズ（ものたりぬ）1988年4月号、1988年8月号
- 隣はナニをする人ぞ…（米倉尚之）1988年6月号 - 1988年8月号
- ブルー・ブルー（松本充代）1988年6月号 - 1988年8月号
- 奥さまは16歳（よしだやこら）1988年6月号 - 1988年8月号
- なんたってビビンバちゃん（ほしきら）1988年6月号 - 1988年8月号
- ももんがあの人々（唐沢なをき）1988年6月号 - 1988年8月号

### 読み切り
- 新兵衛解体記 妄霊変化（石川賢）1988年4月号
- 幻名大戦（帯ひろ志）1988年4月号
- 桃色トランキライザー（芥川カヲル）1988年4月号
- 男探偵 トム・ペキンパー（越智ひで仁）1988年4月号
- INSIDEバニーズカフェ（清水としみつ）1988年6月号
- よろしく!バックアップ（みなづき由宇）1988年6月号
- ボクの細道（おだ辰夫）1988年6月号
- 男の遠吠え（帯ひろ志）1988年6月号
- ぶっとびレッド・ゾーン（帯ひろ志）1988年8月号
- 25時の悪魔（谷村ひとし）1988年8月号